# Національний університет оборони США
Національний університет оборони (англ. National Defense University) — американський військовий заклад вищої освіти, який фінансується Міністерством оборони США. Готує кадри не тільки для збройних сил та вищих військово-політичних органів США, але й инших країн.

## Розташування
Університет розташовується у Форті Леслі Макнейр, майже в самому центрі Вашингтону, поблизу від Білого дому та Конгресу США. 

## Історія

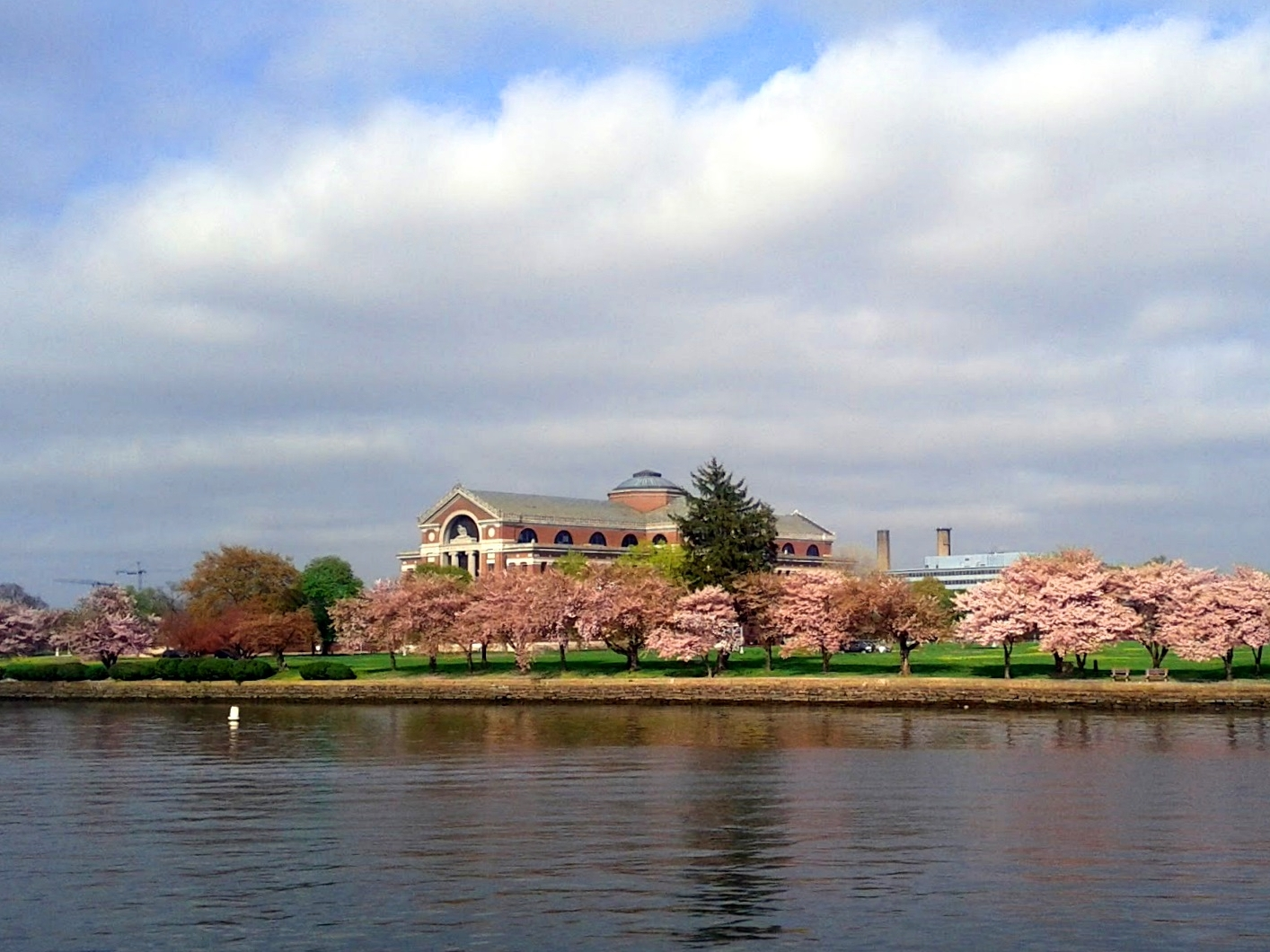

Університет був створений Конгресом США в січні 1976 року, шляхом об'єднання Промислового коледжу збройних сил та Національного військового коледжу. У 1977 році відбулась урочиста церемонія відкриття університету, на якій був присутній та виступив з промовою президент США Джеральд Форд.

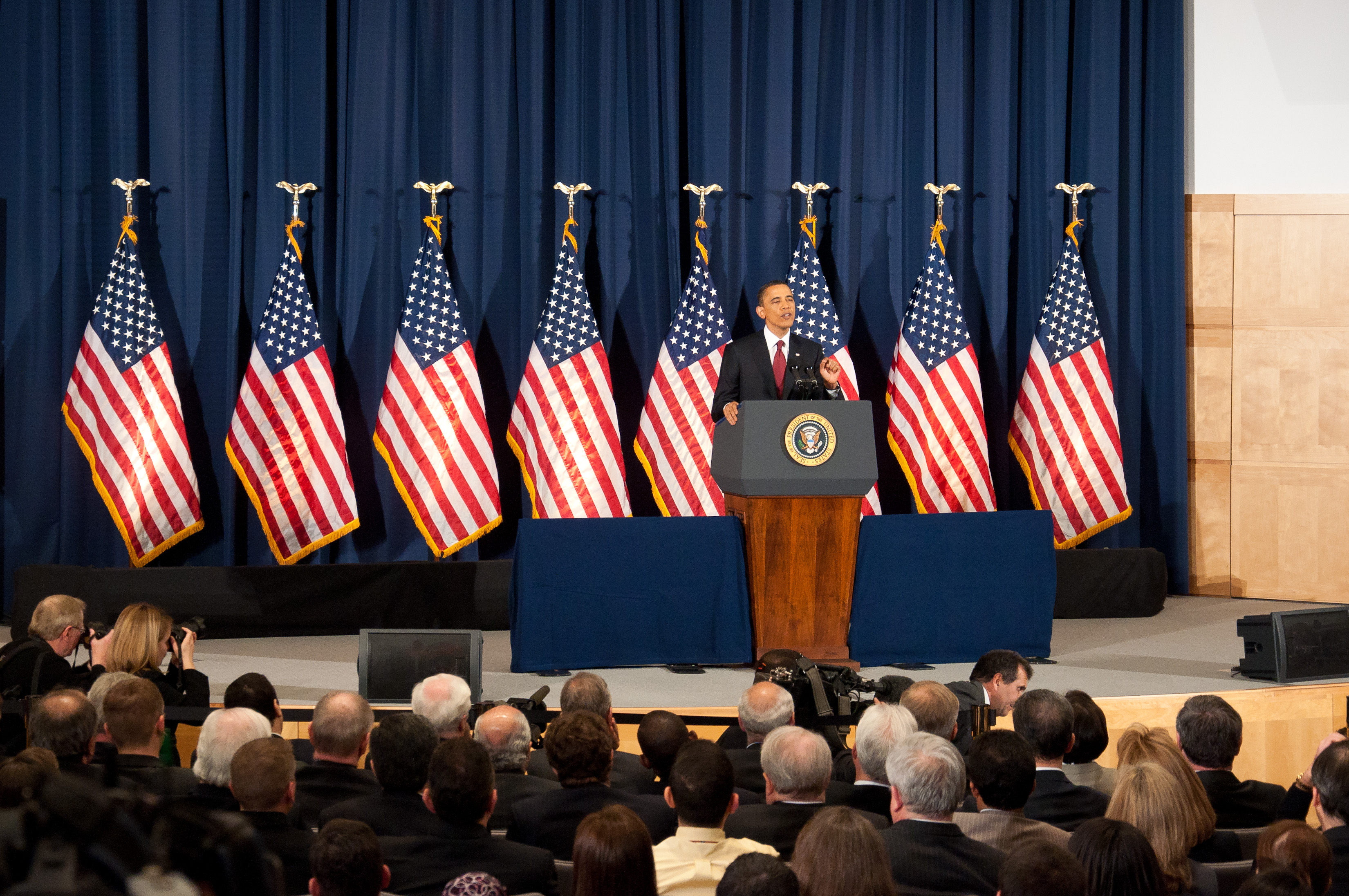
президент США Барак Обама під час своєї промови в університеті. 28 березня 2011 року

Від часу створення університет став провідною установою США з підготовки фахівців вищого рівня в царині оборони та безпеки для Міністерства оборони США, інших силових відомств, державних установ, бізнес-структур та підприємств військово-промислового комплексу.
З 1985 року в університеті почали готувати іноземних слухачів. За ці роки представники понад 100 держав світу взяли участь в різних курсах та програмах навчання. Окрім лекцій, семінарів та ділових ігор, у процесі навчання організовується відвідування різних організацій і установ. Іноземні випускники університет отримують переваги в кар'єрному зростанні у рамках своїх національних військових відомств. Зокрема, серед випускників університету є понад 36 як діючих, так і відставних міністрів оборони та начальників генштабів різних країн світу. У деяких країнах закінчення Університету національної оборони США є найважливішою умовою просування по службі.
Нині університет є елітним вищим військовим навчальним закладом. Більшість генералів збройних сил США є випускниками цього університету.  
Університет є членом Асоціації коледжів та шкіл середньоатлантичних штатів.

### Навчальний процес
Навчальна програма складається з декількох базових та факультативних курсів. Базові курси включають: стратегію, військову політику, методику вироблення стратегічних рішень, військову історію та військову економіку. Наприкінці кожного семестру організовуються практичні заняття. За всіма предметами, які вивчають слухачі університету, здаються письмові роботи-реферати.
Термін навчання в університеті становить один рік, після закінчення слухачі отримують ступінь магістра за обраною спеціальністю. 

## Структура
Коледжі
- Національний військовий коледж;

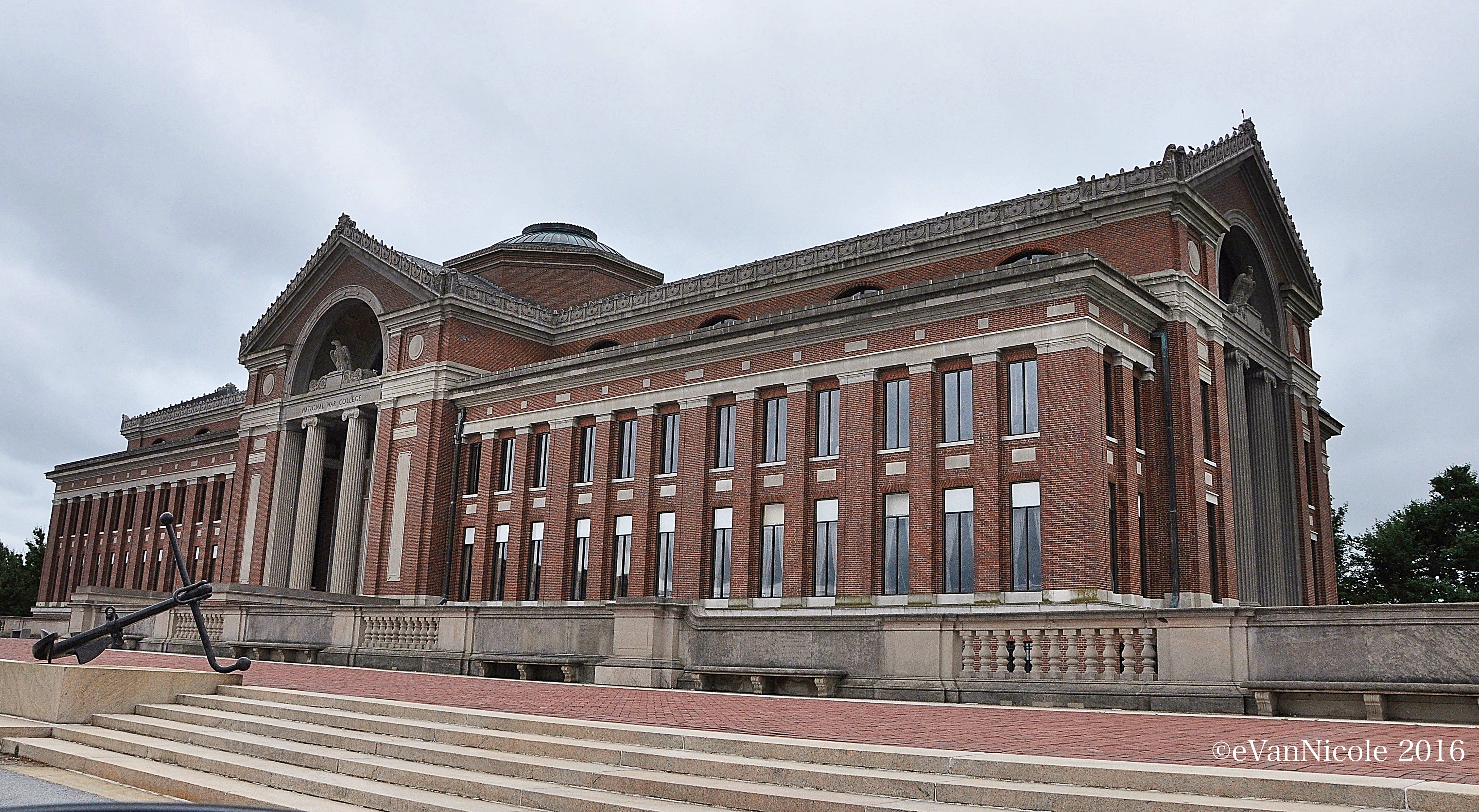
Зал Рузвельта, Національного військового коледжу

- Школа національної безпеки і стратегії управління ресурсами імені Двайта Ейзенгавера[en] (до 2012 року цей навчальний заклад називався Промисловим коледжем збройних сил);
- Штабний коледж об'єднаних сил[en] (єдиний підрозділ університету, який розташований не у столиці, а в місті Норфолку, штат Вірджинія);
- Коледж управління інформаційними ресурсами;
- Коледж проблем міжнародної безпеки.

Науково-дослідні інститути та центри
- Інститут національних стратегічних досліджень;
  - Центр стратегічних досліджень;
  - Центр вивчення військової справи Китаю;
  - Центр вивчення зброї масового знищення;
  - Преса Національного університету оборони (університет виписує 1300 періодичних видань)[6];
- Центр прикладного стратегічного навчання;
- Центр спільної та стратегічної логістики.

Університет має в своєму розпорядженні наукову та довідкову бібліотеки, фонди яких відкриті для всіх слухачів та викладачів.

## Відомі випускники
- Ґолам Реза Азгарі
- Дон Бейкон
- Бені Ганц
- Джинні Лівітт
- Джеймс Лоґан Джонс
- Марі Йованович
- Крістофер Стівенс
- Джеймс Ліндсей
- Джон Маккейн
- Едвард Меєр
- Джеймс Меттіс
- Пітер Пейс
- Джон Річардсон
- Андрій Таран[7]
- Нортон Шварц
- Пітер Шумайкер